# Казанлі Микола Іванович
Казанлі́ Мико́ла Іва́нович (нар. 5 грудня 1867 р. — 5 серпня 1916 р.) — український композитор і диригент, полтавський дворянин, син полковника російської імператорської армії.

## Біографічні відомості
Казанлі Микола Іванович народився 5 грудня 1867 року, у м. Тирасполь Херсонської губернії, тепер Молдова. Закінчив Полтавський кадетський корпус (1886), Михайлівське гарматне училище (1889), з 1895 викладав музику; музичну освіту здобув в Одеській музичній школі та Петербурзькій консерваторії (1894).
З 1897 диригував симфонічним оркестром у Мюнхені, Празі тощо.

## Творчий доробок
- Для оркестру:
  - симфонієтта «G-dur» (1893);
  - симфонія f-moll і балада «Ленора» (1897);
  - «Villa am Meer» (фантазія на картину Бекліна, Санкт-Петербург, «Російський симфонічний концерт», 1913);
  - «Карнавальна ніч», музична картина (Санкт-Петербург, «Російський симфонічний концерт», 1914);
  - опера «Міранда» (Маріїнський театр).
- Для хору з оркестром:
  - «Русалка» (Мей Лев Олександрович);
  - «Вовк на псарні» (Крилов Іван Андрійович);
  - «Святкова кантата» до 200-ліття 2-го кадетського корпусу (1912).
- Для хору a capella:
  - «Велика панахида».

Казанлі також створив кілька романсів.

## Нагороди
- Орден Святого Станіслава 3 ст. (1903);
- Орден Святої Анни 3 ст. (1906);
- Орден Святого Станіслава 2 ст. (1912).